# 鍋島直興
鍋島 直興（なべしま なおおき）は、肥前蓮池藩の第5代藩主。

## 生涯
享保15年（1730年）6月18日、第4代藩主・鍋島直恒の長男として蓮池館で生まれる。寛延2年（1749年）10月16日に父が死去したため、寛延3年（1750年）3月22日に家督を継いだ。直後の6月に起こった諫早一揆を鎮圧した。12月に従五位下・朝散大夫・甲斐守に叙位・任官する。
藩政では財政難のため、御用金の取立てをはじめ、百姓の他国への出稼ぎ禁止などを行なったが、宝暦3年（1753年）には勅使接待役などによる出費などに苦しめられている。宝暦7年（1757年）5月29日、蓮池で死去した。死因は水腫といわれる。享年28。実子が無かったため、異母弟で養子の直寛が跡を継いだ。
文人でもあり、著作に「苛斎集」がある。また善政を行なおうと努力したことなどから、蓮池藩の歴代藩主の中では名君と言われている。

## 系譜
父母
- 鍋島直恒（父）
- 無価院 ー 犬塚常章の娘、側室（母）

養子
- 鍋島直寛 ー 実弟